# Vestiferum funebre
Vestiferum funebre is een hooiwagen uit de familie aardhooiwagens (Nemastomatidae). De originele naamcombinatie (protoniem) was Nemastoma funebre Redikortsev 1936. Een volgende naamrecombinatie werd gepubliceerd als Vestiferum funebre (Redikortsev 1936) in Martens 2006.